# Liste der Bischöfe von Lincoln
Die folgenden Personen waren Bischöfe von Lincoln (Lincolnshire):

## Bischöfe von Lindine (Lindsey) mit Sitz in Lincoln
- 678 bis ca. 679 Eadhæd (Eadhed, Eadheath)
- c.680–692? Æthelwine (Ediluini)
- ?693 oder 701–716 oder 731 Edgar (Eadgar, Eadgarus)
- 720 oder 716 oder 731–733 Cyneberht (Lindsey)  (Cyniberctus, Cyniberct, Cynibertus)
- 733–750 Alwig (Alhuig, Alowioh, Aluuich, Aluuig, Alwius)
- 750 oder 751–765 Ealdwulf (Aldulfus)
- 765/767–783 oder 796 Ceolwulf (Ceolulfus und zahlreiche Namensvarianten)
- 789 oder 796–836 oder 839 Eadwulf (Adulf, Eadulf, Eadulfus, Eaduulf)
- 836 oder 839–862 oder 866? Beorhtred (Berhtred, Berehtred, Berhtredus, Byrhtred) (letzter De-facto-Bischof von Lindsey)
- 862 oder 866–866 oder 869 Eadbald (Eadbaldus) (Nominalbischof von Lindsey)
- 866 oder 869–869? ?Burgheard (Nominalbischof von Lindsey) oder
- 866 oder 869–875? ?Eadberht (Nominalbischof von Lindsey)
- 875?–886? ...

## Bischöfe von Dorchester
- 886–953? ...
- 953?–971 oder 975 Leofwine (Nominalbischof von Lindsey)
- ?996–1004 Sigeferth (letzter Nominalbischof von Lindsey)
- ?1009–1011? ?Ælfstan (möglicher Nominalbischof von Lindsey)

## Bischöfe vonDorchester an der Themse
- 634–650 Heiliger Birinus
- 650–660 Agilbert
- 660?–??? Ætla

## Bischöfe von Leicester
- 692–703 Wilfrid
- 703? – zwischen 716 und 727 Headda (auch Bischof von Lichfield)
- zwischen 716 und 727–727 Aldwine
- 737–764 Totta (Torhthelm)
- 764–786 Edbertus (Eadberht)
- 786–801 Unwona
- 801–814 Werinbertus (Wernberht)
- 814–861 Rothunus (Ræthhun)
- 861–873 Aldredus (Ealdred)
- Dezember 840 oder 844–869 oder 888 Ceolred (verlegt den Bischofssitz nach Dorchester an der Themse in den 870er)

## Bischöfe von Dorchester an der Themse
Bistum Lincoln (Sidnacester) und Leicester vereinigt ca. 870
- 869 oder 888–893 oder 896 Harlardus (Alhheard)
- 893 oder 900–903 oder 909 Wigmund (Wilferth)
- 873–905 Ceolredus
- 905 oder ca. 909–909 oder 925 Ceolulfus (Cenwulf; Kenulphus)
- 909 oder 925–934 oder 945 Wynsige
- 934 oder 945–949 oder 950 Æthelwald
- 949 oder 950–959 Osketel (danach Erzbischof von York)
- ??? – ??? ?Wulfric

## Bischöfe von Dorchester und Lincoln
- 949–960 Leofwine (Leofwynus) (auch Bischof von Lindsey, vereinigt die Sitze von Dorchester und Sidnacester)
- 960 oder 971 oder 975–967 oder 975 oder 979 Alnothus (Alfnoth)
- 967 oder 975 oder 979–994 oder 23 April 1002 Ascwinus (Œswy; Æscwig)
- 994 oder 1002–1004 oder 1007 oder 1009 Alfhelmus (Ælfhelm)
- 1004 oder 1007 oder 1009 bis 18. Oktober 1016 Eadnothus (Eadnoth) (auch Abt von Ramsey; gefallen in der Schlacht von Assandun)
- 1016 bis 8. Dezember 1034 Eadhericus (Æthelric; Brihtmær)
- 1034–18./19. September 1049 Eadnothus (Eadnoth) (Bischof von Dorchester, Leicester und Sidnacester)
- 1052 oder 1049 bis 14. September 1052 Ulfus Normanus (Ulf)
- 1053–1067 Wulfinus
- 1070–1071 Remigius de Fécamp (Remigius de Feschamp) (verlegt Bischofssitz nach Lincoln)

## Bischöfe von Lincoln
- 1072–1092 Remigius de Fécamp
- 1092–1123 Robert Blouet (Robert Bluet) (auch Lordkanzler)
- 1123–1147 Alexander (auch Archidiakon von Salisbury)
- 1147–1166 Robert de Chesney (Robert de Cheney) alias Querceto
- 1166–1173 vakant
- 1173–1181 Geoffrey Plantagenet (danach Erzbischof von York)
- 1173–1184 Walter de Coutances (danach Erzbischof von Rouen)
- 1186 bis 16. November 1200 Heiliger Hugh von Avalon, OCart
- 1203–1206 William de Blois
- 1206–1209 vakant
- 1209–1235 Hugh of Wells
- 1235–1253 Robert Grosseteste (Robert Grosthead; Robert Grouthed)
- 1253–1258 Henry of Lexinton
- 1258–1279 Richard of Gravesend
- 1281–1300 Oliver Sutton
- 1300–1320 John Dalderby
- 3. Februar 1320 Antony Bek
- 1320–1340 Henry Burghersh (Schatzmeister und Lordkanzler)
- 1341–1347 Thomas Bek (Thomas le Bec)
- 1347–1363 John Gynwell (Gyndell; Gyndwelle; Sinwell)
- 1363–1398 John Bokyngham (John Bokingham)
- 1398–1405 Henry Beaufort (auch Lordkanzler und Bischof von Winchester)
- 1405–1420 Philip Repyngdon (Philip de Repingdon) (auch Abt von Leicester)
- 1420–1431 Richard Fleming (Richard Fleyming)
- 1431–1436 William Gray (William Grey) (vorher Bischof von London)
- 1436–1450 William of Alnwick (William Alnewick) (vorher Bischof von Norwich)
- 1450–1451 Marmaduke Lumley
- 1451–1452 vakant
- 1452–1472 John Chadworth
- 1472–1480 Thomas Rotherham
- 1480–1494 John Russell
- 1496–1514 William Smyth
- 6. Februar 1514 bis September 1515 Thomas Wolsey (danach Erzbischof von York)
- 1514–1541 William Atwater
- 1541–1547 John Longland
- 1547–1552 Henry Holbeach (vorher Bischof von Rochester)
- 1552–1554 John Taylor
- 1554–1557 John White
- 1557–1560 Thomas Watson (letzter katholischer Bischof)

## Bischöfe von Lincoln der Anglikanischen Kirche
- 1560–1571 Nicholas Bullingham
- 1571–1584 Thomas Cooper
- 1584–1595 William Wickham
- 1595–1608 William Chaderton
- 1608–1613 William Barlow (vorher Bischof von Rochester)
- 1613–1617 Richard Neile
- 1617–1621 George Montaigne
- 1621–1641 John Williams (danach Erzbischof von York)
- 1642–1654 Thomas Winniffe
- 1654–1660 vakant
- 1660–1663 Robert Sanderson
- 1663–1667 Benjamin Lany (auch Bischof von Peterborough und Ely)
- 1667–1675 William Fuller (auch Bischof von Limerick)
- 1675–1691 Thomas Barlow
- 1691–1694 Thomas Tenison (danach Erzbischof von Canterbury)
- 1694/5–1704/5 James Gardiner
- 1705–1716 William Wake (danach Erzbischof von Canterbury)
- 1716–1723 Edmund Gibson (danach Bischof von London)
- 1723–1743/4 Richard Reynolds (vorher Bischof von Bangor)
- 1744–1761 John Thomas (danach Bischof von Salisbury)
- 1761–1779 John Green
- 1779–1787 Thomas Thurlow
- 1787–1820 George Pretyman Tomline (danach Bischof von Winchester)
- 1820–1827 George Pelham (vorher Bischof von Bristol und Exeter)
- 1827–1853 John Kaye (vorher Bischof von Bristol)
- 1853–1868 John Jackson (danach Bischof von London)
- 1868–1885 Christopher Wordsworth
- 1885–1910 Edward King
- 1910–1920 Edward Hicks
- 1920–1933 William Swayne
- 1933–1942 Nugent Hicks
- 1942–1946 Aylmer Skelton
- 1946–1947 Leslie Owen
- 1947–1956 Maurice Henry Harland
- 1956–1974 Kenneth Riches
- 1974–1987 Simon Phipps
- 1987–2002 Robert Hardy
- 2002–2011 John Saxbee
- 2011–2021 Christopher Lowson
- seit 2023 Stephen Conway